# Linje D (Paris RER)
| Station on track |

| Unknown BSicon "tSTRa" |

| Unknown BSicon "tBHF" |

| Unknown BSicon "tBHF" |

| Unknown BSicon "tBHF" |

| Unknown BSicon "tSTRe" |

| Station on track |

| Unknown BSicon "tSTRa" |

| Unknown BSicon "tBHF" |

| Unknown BSicon "tBHF" |

| Unknown BSicon "tBHF" |

| Unknown BSicon "tSTRe" |

Paris RER-linje D är en av fem pendeltågslinjer som ingår i RER-systemet i Paris i Frankrike.
Linjen går från de norra slutstationerna i Orry-la-Ville och Creil till de södra slutstationerna i Melun, Corbeil-Essonnes och Malesherbes och passerar centrala Paris på vägen. Linje D invigdes  1987 och är sammanlagt 190 km lång och har 59 stationer. Linjen har dagligen cirka 615 000 passagerare.
I centrala Paris går linjen under jord med underjordiska stationer och passerar Gare du Nord, Châtelet-Les Halles samt Gare de Lyon.

## Galleri

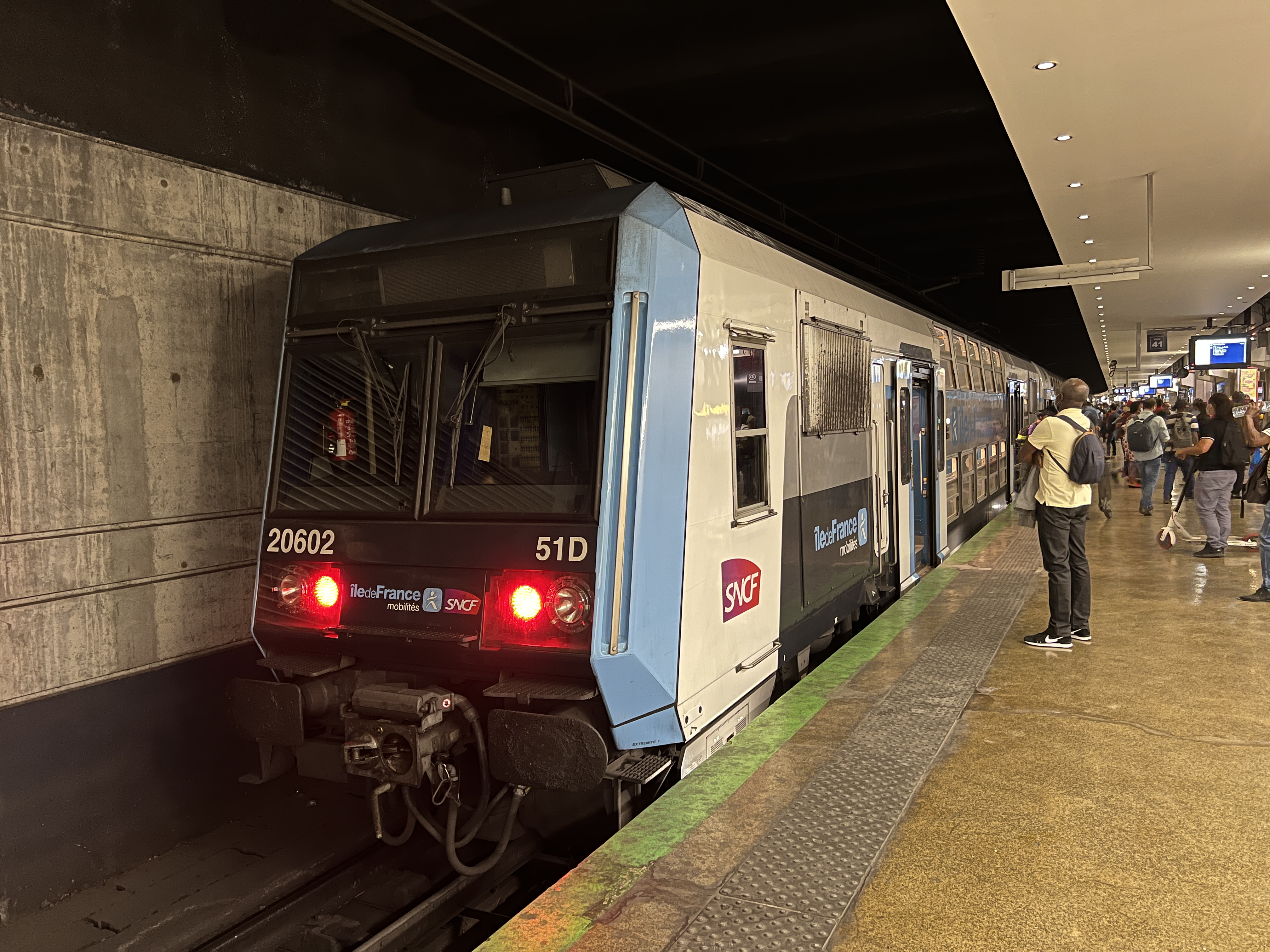
Gare du Nord
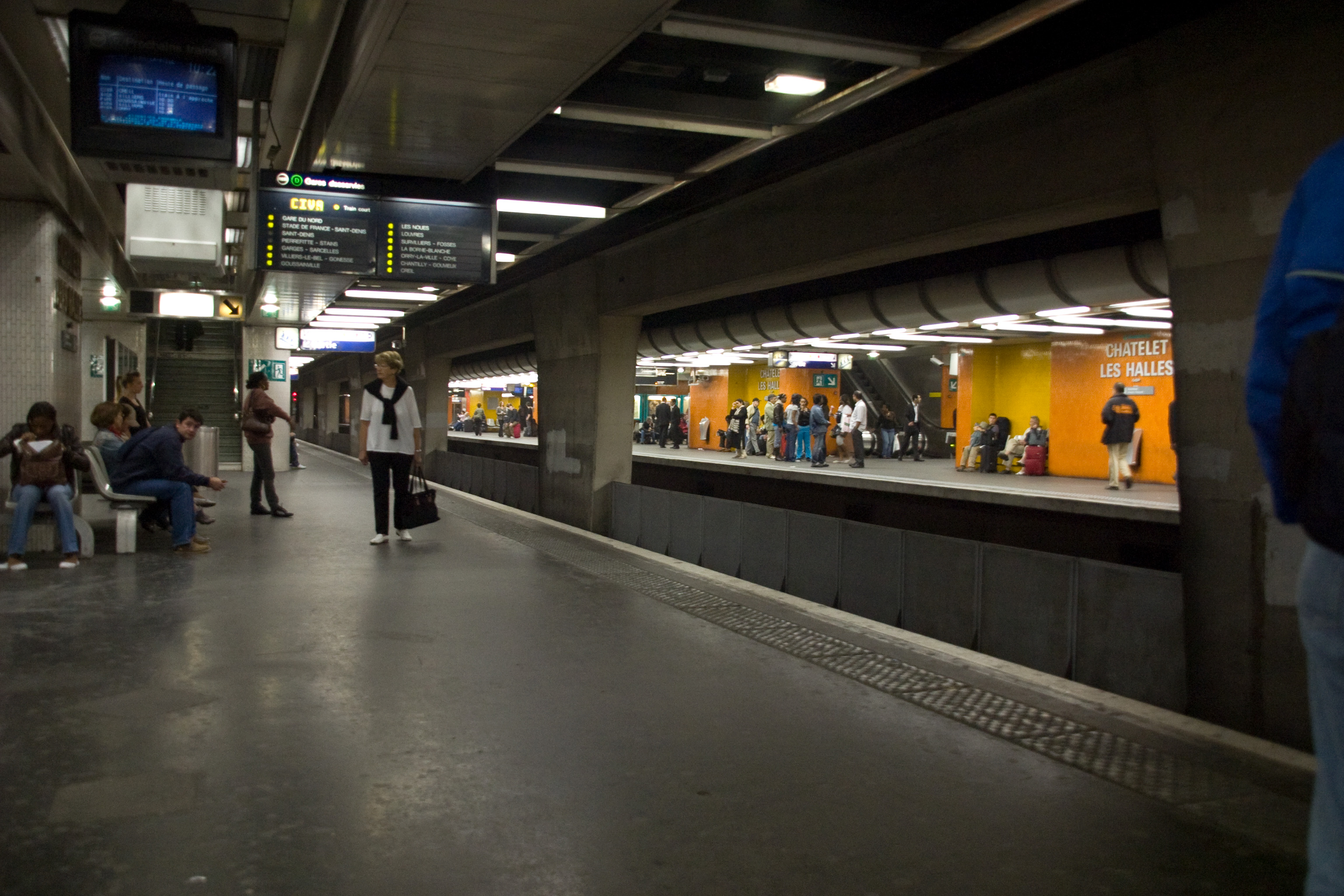
Châtelet-Les Halles
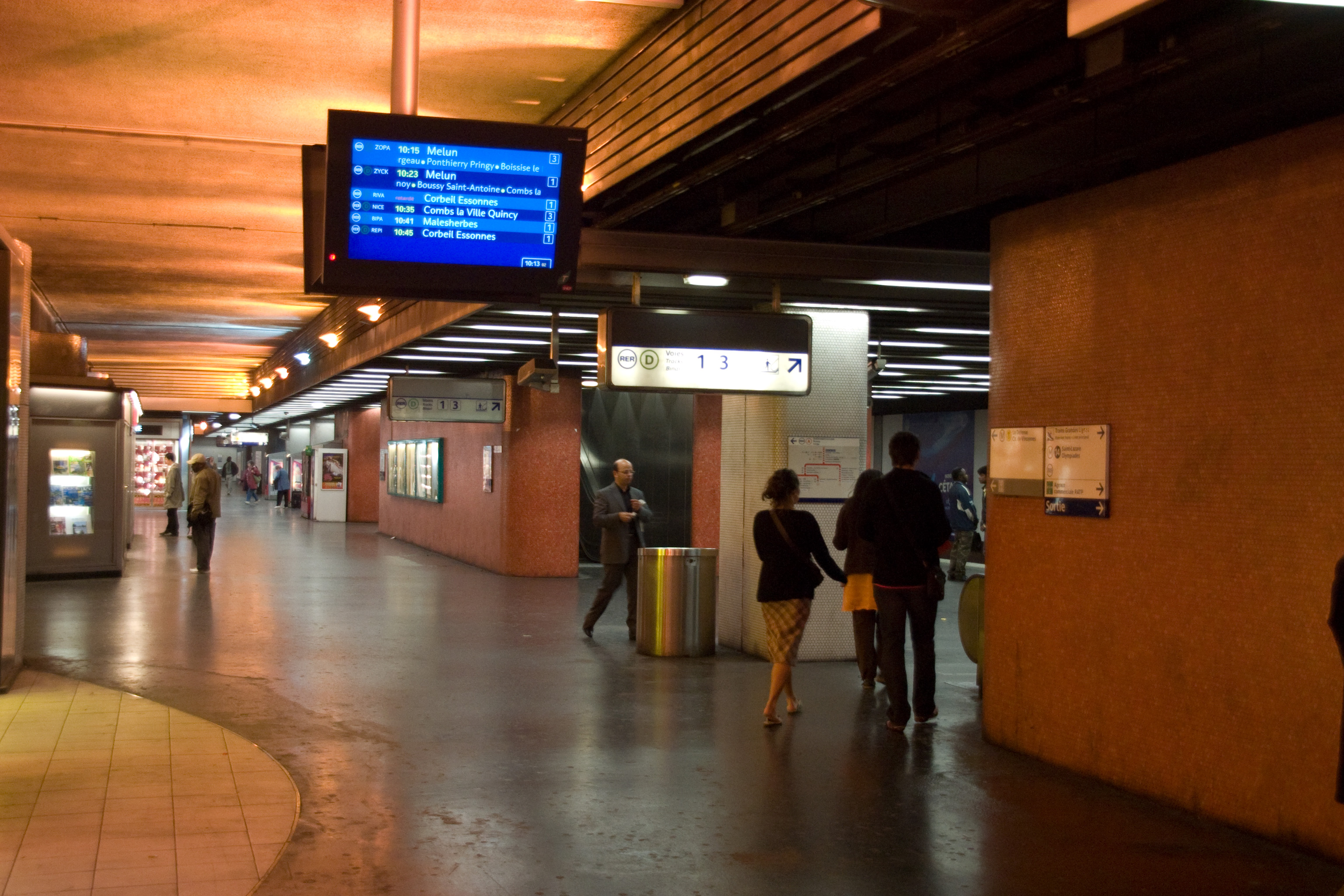
Gare de Lyon